# Умиленье
Умиленье — село в Степановском сельском поселении Галичского района Костромской области России. 

## География
Село расположено на северо-восточном берегу Галичского озера.

## Название
Основанное как Заозерский Авраамиев монастырь, даже после упразднения обители носило название погост Аврамиев монастырь (Заозерский Авраамиев монастырь) или Новый Монастырь.

## История
История села связана с располагавшимся на этом месте Заозерским Авраамиевым монастырём, основанным в 1360 или 1363 году святым Авраамием Галичским. Согласно преданию, Авраамий поселился в этих местах, ища уединения. Тут ему на дереве явилась икона Божией Матери «Умиление», в честь которой он и основал на этом месте монастырь — первый из 4 православных монастырей, основанных им в Галичском княжестве. В создании монастыря Авраамию оказал поддержку галичский князь Димитрий. Монастырь был мужской, управлялся вначале игуменами, а затем — архиепископами.
В XIV—XVII веках Заозерский Авраамиев монастырь являлся одним из главных духовных центров края, занимаясь распространением христианство среди местного языческого населения. Во второй половине XVII века в монастыре была построена каменная церковь Успения Божией Матери, а в 80-90-х годах XVII века — небольшая каменная церковь во имя апостолов Петра и Павла. Неизвестно какими земельными наделами владел монастырь, однако, в начале XVII века в галичском кремле у обители имелось подворье. За монастырём в 1744 году числилось 653 крепостных. По одним данным, монастырь был закрыт во время секуляризационной реформы 1764 года, по другим — в 1773 году «за бедностью» (в 1768 году за ним числилось лишь 6 крестьян). Монастырские церкви были обращены в приходские.
Согласно Спискам населенных мест Российской империи в 1872 году погост Аврамиев монастырь (Заозерский Авраамиев монастырь) относился к 1 стану Галичского уезда Костромской губернии. В нём числилось 3 двора, проживало 7 мужчин и 8 женщин. В погосте имелось две православных церкви.
Согласно переписи населения 1897 года в погосте Новый Монастырь проживало 18 человек (6 мужчин и 12 женщин).
Согласно Списку населенных мест Костромской губернии в 1907 году погост Новый Монастырь относился к Вознесенской волости Галичского уезда Костромской губернии. По сведениям волостного правления за 1907 год в нём числилось 3 крестьянских двора и 9 жителей. В погосте имелась школа.
В 30-х годах XX века Успенский и Петропавловский храмы были закрыты, в них размещались детский дом, госпиталь, дом отдыха, школа. В 1977 году Успенская церковь сгорела.
До муниципальной реформы 2010 года село входило в состав Толтуновского сельского поселения.

## Население
Численность населения села менялась по годам:
| Население по годам  |      |      |      |      |      |      |
| Год                 | 1877 | 1897 | 1907 | 2004 | 2008 | 2012 |
| Жителей             | 15   | 18   | 9    | 9    | 10   | 2    |
| Крестьянских дворов | 3    | —    | 3    | 4    | —    | 1    |

## Галерея

Село в начале XX века
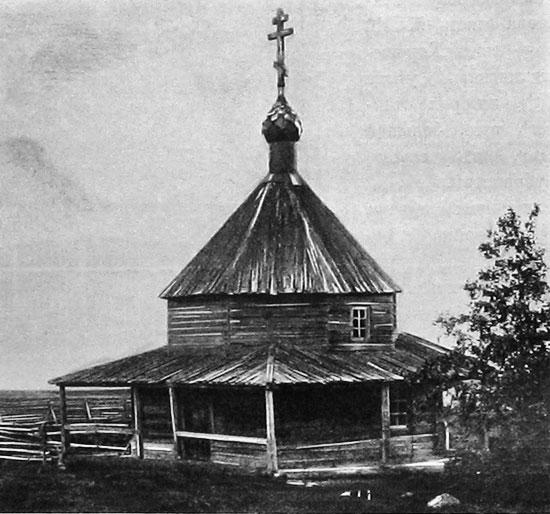
Часовня при Галичском озере. Фото С. А. Орлова в начале XX века
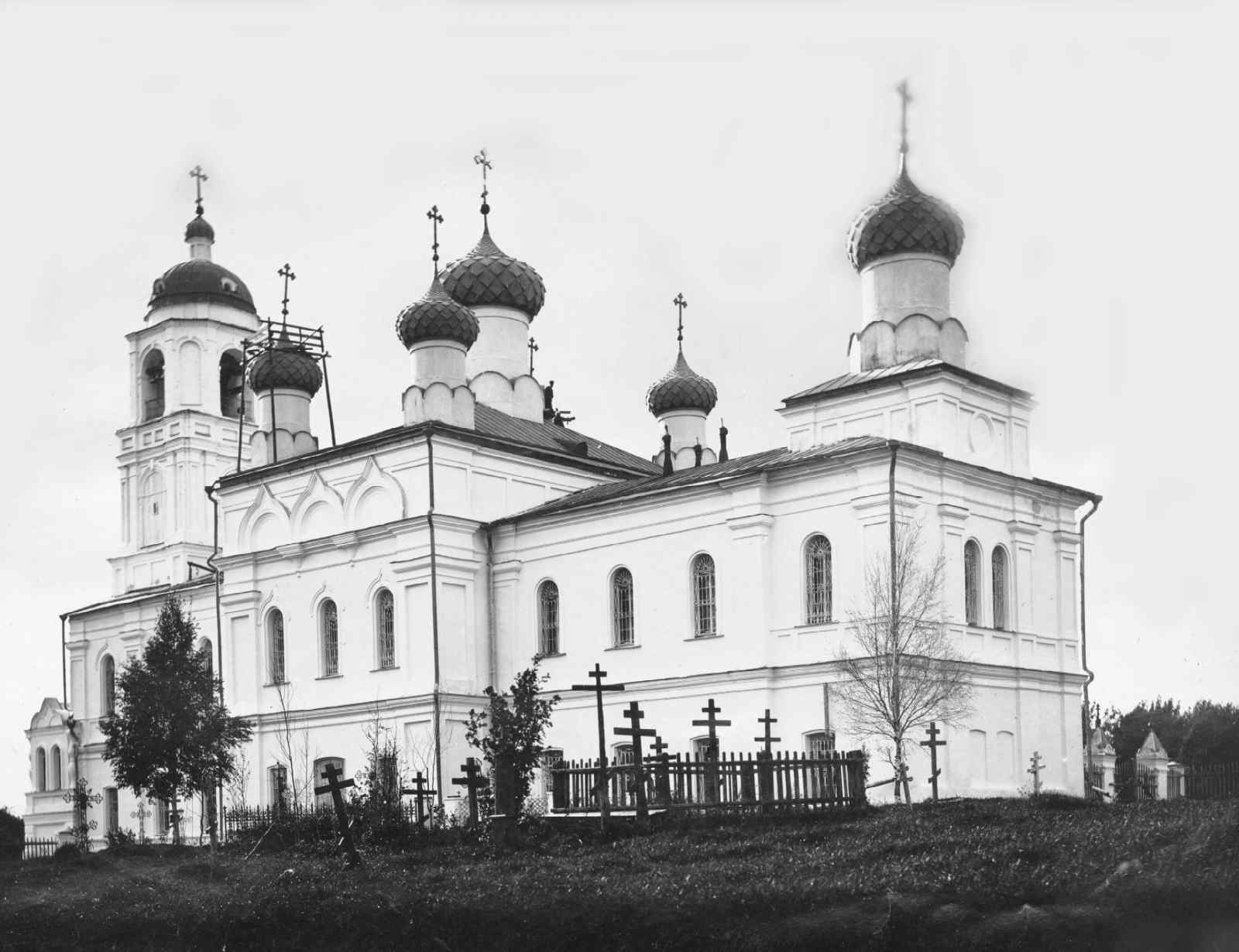
Церковь Успения. Фото С. А. Орлова в начале XX века
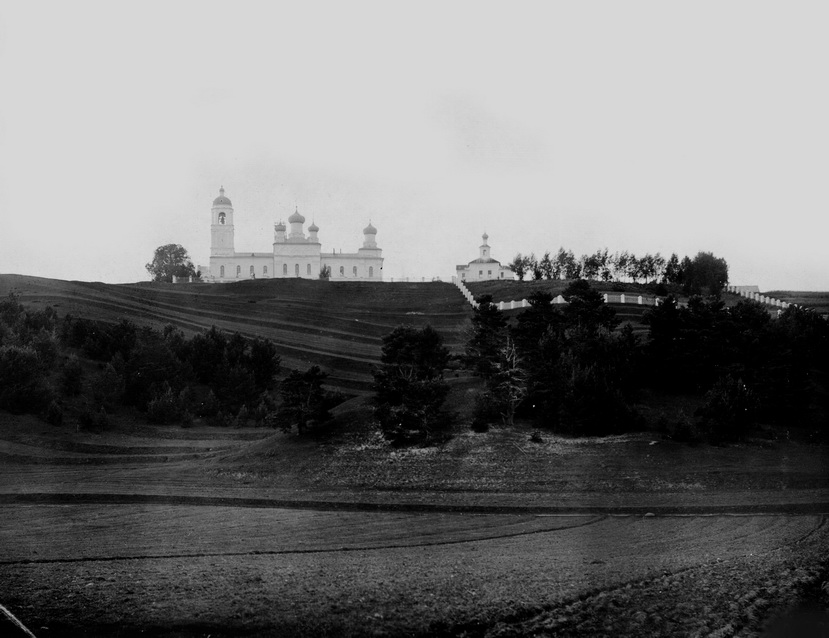
Авраамиев монастырь. Фото С. А. Орлова в начале XX века
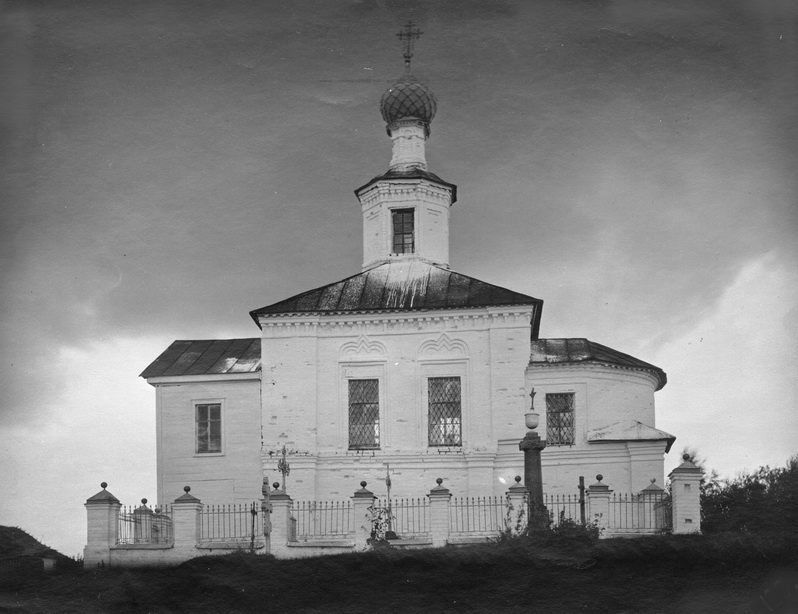
Церковь Петра и Павла. Фото С. А. Орлова в начале XX века